# Liolaemus leftrarui
Liolaemus leftrarui — вид ігуаноподібних ящірок родини Liolaemidae. Ендемік Чилі. Вид названий на честь Феліпе Лаутаро, вождя мапуче. Описаний у 2016 році.

## Поширення й екологія
Liolaemus leftrarui відомі з типової місцевості, що лежить у районі Лагуна-Верде, за 13,5 км на північний захід від вулкана Толуака в регіоні Арауканія, на висоті 1405 м над рівнем моря.